# Municipio de Sayula
El municipio de Sayula es uno de los 125 municipios del estado mexicano de Jalisco. Se encuentra a 97 km de la ciudad de Guadalajara y a 107 km de Colima. Sayula se ubica al suroeste del estado de Jalisco; pertenece a la Región Lagunas siendo la cabecera de esta misma.
Su cabecera es la localidad de Sayula. Desde el 27 de marzo de 1824 Sayula tiene el título de ciudad. El 26 de junio de 2023 fue nombrada como «Pueblo Mágico» por la Secretaría de Turismo.

## Toponimia
La historia del nombre Sayula es de gran interés etnogeográfico, su nombre indígena fue TZAULAN o ZAULAN, sayoli o sayolli, en lengua náhuatl, significa "lugar de moscas", lo cual coincide con el concepto de que la región estaba, antes de la Conquista, parcialmente anegada, constituyendo un importante vaso hidráulico que fue desecándose en los últimos 200 años.[cita requerida]

## Historia

### Época colonial
Los españoles a cuyo frente vino el extremeño Alonso de Ávalos Saavedra, primo hermano de Hernán Cortés, y el navegante Andrés de Urdaneta.[cita requerida] El 22 de diciembre de 1521 Sayula fue fundado oficialmente.[cita requerida] A su llegada consideraron conveniente atraer a los indígenas a un solo punto para fines de trabajo y catequesis, por lo que obedeciendo los ordenamientos de La Corona, construyeron un nuevo pueblo a la usanza española, calles muy anchas y rectas trazadas a línea de cordel, casas del Rey, muy amplia plaza central, Iglesia con atrio muy extenso y mesón.[cita requerida]
Ávalos recibió luego estas regiones como encomienda, designándose después a Sayula como Capital de La Provincia de Ávalos, cuya extensión primaria fue aproximadamente de una sexta parte del actual territorio del Estado de Jalisco, perteneciendo a ella en las diversas épocas coloniales las poblaciones de Atoyac, Apango, Cocula, Techaluta de Montenegro, Teocuitatlán de Corona, Zacoalco de Torres, Amacueca, Ajijic, Chapala, Tepec, San Juan Cosalá, Zapotitlán de la Laguna, Cuyacapán, Cuautla, Acatlán, Tizapán El Alto, Citala, Usmajac, Chiquilistlán, San Marcos, San Cristóbal, San Martín Tesistán, Santa Cruz de la Soledad, Ixtlahuacán, Santa Cruz de Cocula, Tizapanito (hoy Villa Corona), Atotonilco El Bajo, Ameca, Amula, Tuxcacuesco, Zapotitlán, Mazatlán, Tonaya, Tamazula, Tuxpan y Zapotlán El Grande.[cita requerida]
La conquista espiritual fue realizada por los frailes franciscanos encabezados por el Andaluz Fray Juan de Padilla, iniciándose el primer foco de evangelización en Zapotlán de donde irradiaron los Frailes por toda la región, fundándose el Convento de San Francisco de Sayula en el año de 1573 y el Hospital de Indias de la Purísima Concepción en 1578.[cita requerida]
Durante la colonia la comarca prosperó basada en su comercio principalmente, así como en su industria y artesanía. Los sábados se efectuaba cuantioso tianguis. Certifica su importancia comercial el hecho de que fue una de las doce poblaciones a las que se autorizó el nombramiento de diputados al Tribunal Comercial llamado Real Consulado de Guadalajara, con jurisdicción sobre Zacoalco, Atoyac y Zapotlán El Grande. Su influencia comercial se extendía hasta el norte del país donde se consumían gran parte de los productos de la industria local, tales como jabón, del cual existían varias fábricas, hilados, tejidos, entre otros. Artesanalmente se producían artículos de cerámica, de corambrería, baquetas, gamuzas, calzones, medias, aparejos para sillas de montar, botas, zapatos, huaraches, así como la forja de hierro y los cuchillos cuya calidad era famosa desde entonces en todo el país.
Por iniciativa y personal exigencia de Fray Pedro de Ribera, en 1742 se determinó traer el agua de forma subterránea del manantial del Cedazo con un sistema de tuberías de barro y alcantarillas que ayudaban a mantener la suficiente presión para que llegara a la pila de cantera que se encontraba en el centro de la población para así aliviar la sed de los pobladores.
La secularización de la Iglesia en 1754 obligó a los Frailes Franciscanos a dejar los templos y convento, pero los pobladores gestionaron su regreso, lo cual se dio 30 años después a la antigua Capilla Indígena dedicada a la Virgen de Guadalupe, donde construyeron un Santuario, Convento y un Templo de los Terciarios.

### Época independentista
En 1793 fue descubierta la conspiración independentista perpetuada por el Pbro. Sayulense José Guadalupe Montenegro, quien habría de unirse 17 años después a la lucha iniciada por el Cura Hidalgo. Los vientos independentistas fueron conocidos en Sayula hasta el 22 de septiembre de 1810 por el paso de una diligencia con rumbo hacia Colima, causando gran confusión entre las familias y comerciantes españoles de esta población que al enterarse de que las tropas de José Antonio Torres venían para este rumbo, organizaron el 4 de octubre una solemne misa a manera de despedida en el templo de la Tercera Orden y emprendieron la huida a diversos rumbos del país en busca de garantías. Torres llegó el día 28 con un ejército de 5,000 hombres que al grito de ¡viva la Virgen de Guadalupe y mueran los gachupines! arribaron a la Plaza del Comercio y las casas y negocios españoles fueron saqueados. Recién declarada la Independencia de México y ante el intento de Iturbide de instalar una dictadura, se dio la separación del Estado Libre y Soberano de Xalisco el 16 de junio de 1823, compuesto por 28 partidos, uno de los cuales tuvo a Sayula por cabecera y cuyo municipio ha conservado desde entonces una superficie de 275.75 kilómetros cuadrados aproximadamente.

### SigloXIX
El 27 de marzo de 1824 el Congreso Constituyente del nuevo Estado Libre y Soberano de Xalisco decretó que “los pueblos cabeceras de los Departamentos de Santa María de los Lagos, La Barca, Sayula y Zapotlán el Grande, tendrán en lo sucesivo título de ciudad”. En 1825 se nombró a Sayula cabecera del Cuarto Cantón, el cual en 1846 tenía jurisdicción sobre Tuxcacuesco, Zapotlán el Grande y Zacoalco. En 1857 una ley suprimió los Ayuntamientos del Estado a excepción de los de Guadalajara, Lagos, Tepic, Sayula, Zapotlán El Grande y Compostela. Sayula tuvo ayuntamiento desde el 12 de mayo de 1837. En 1855 fue abierto el camino directo entre Sayula y Usmajac, la iniciativa fue del Sr. Cura Antonio Gómez, quien aguerridamente y ante la resistencia de los propietarios de terrenos afectados, convocó en el atrio a unos 300 pobladores de Usmajac, quienes con machetes, coas, hachas y demás instrumentos dieron fin a su tarea.
El 23 de marzo de 1858 pernoctó en esta ciudad el presidente Benito Juárez García, en su paso hacia Manzanillo en un hotel ubicado todavía en la actualidad frente al jardín principal. En 1860 fue aprendido en Sayula el comerciante liberal tapatío Eulogio Rico, conducido a Zapotlán donde fue fusilado por la espalda en la plazuela llamada “El Jardín del Rico”.
Como consecuencia de las Leyes de Reforma, se abrió el 3 de enero de 1861 el primer libro de matrimonios del Registro Civil, ya que antes todos los registros eran en la Notaría Parroquial.
En 1865 el Ejército Francés triunfó en Sayula, cuyo gobierno durante 1866 y principios de 1867 fue un Gobierno imperialista, hasta que con la ayuda de las tropas republicanas del coronel Miguel Brizuela, el General Eulogio Parra logró recuperar el sur de Jalisco para la República.
En esos años Sayula tuvo obras de diversa importancia, se daba servicio médico en un hospital fundado por don Leonardo de la Fuente, el cual era sostenido por el filántropo Celso Vizcaíno quien daba consultas. Subsistía también el hospital de La Purísima con apoyo también de Vizcaíno y del Sr. Cura.
En 1869 ya había sido cercenada la parte norte del atrio de San Roque, cedido por el clero al municipio donde se construyó un Jardín, llamado años después Celso Vizcaíno de la Fuente.
En 1876 el hacendado conservador Don José Ignacio Vázquez Bravo alivió la sed de los pobladores del norte de la población al llevar agua por una tubería hasta la fuente por él instalada conocida como La Fuente del Ave María o de La Pilita dejando en ella de manifiesto su admiración por el General Miguel Miramón, por quien solicitaba un Ave María por el descanso de su alma a los transeúntes. Reconstruyó de su peculio el templo y torre parroquial.
En 1886 se acondicionó como cárcel el actual edificio de la Presidencia Municipal, en 1887 se construyeron los arcos que delimitan el atrio del Santuario y se reconstruyó el puente que lleva al mismo.
Don Claudio Gutiérrez, hombre millonario y benefactor, construyó el extinto Teatro Alfaro que por décadas fue sede de la cultura en esta ciudad y construyó también varias de las espléndidas casas ubicadas por las calles Porfirio Díaz y José Antonio Torres. Existían tres escuelas donde aprendían cerca de 900 alumnos. En 1869 Sayula fue comunicada por líneas de telégrafo y en 1900 por el servicio de teléfonos.
En 1882 el alcalde José J. Vázquez Morett inició la construcción del conjunto de portales de tipo oriental que dividió la gran plaza central en 2 plazas gemelas y que por su elegancia, han contribuido a darle imagen al centro de nuestra población. Ya para estas fechas estaban fincados varios de los portales que circundan ambas plazas, colocó además cuatro fuentes de cantera en la Plaza de Armas, desplazando a la Plaza del comercio la fuente que por muchos años fue el centro de la misma y que hoy luce en el atrio del templo de San José.

### SigloXX
A principios del siglo XX se engalanó la Plaza de Armas con la colocación de un hermoso Kiosco afrancesado donado por el presidente de la república Porfirío Díaz.
El 26 de febrero de 1900 fue inaugurado el Panteón del Tepeyac, que sustituyó al antiguo Panteón de la Soledad ubicado a un costado del Santuario. En 1903 las primeras lámparas de arco iluminaron el centro de la población, la electricidad la generaban por turbinas de vapor en una planta generadora ubicada en la actual calle Constitución, empresa propiedad de los Sayulenses José Eguiarte, Hilario González, Francisco Cárdenas y Paula Gutiérrez.
El alumbrado se fue extendiendo de la Plaza de Armas a los Portales, calles y casas, dejando en el desempleo y para la historia, al típico sereno que por tantos años patrulló las calles cuidando del orden y de los mecheros de los cuales quedan vestigios en las esquinas de la población.
En 1906 fue colocado el monumento a Juárez en la Plaza de Armas, ese mismo año fue construido el elegante pórtico de la Presidencia municipal y cambiada la sede de las oficinas administrativas que hasta entonces estaban en las antiguas Casas Consistoriales, hoy Casa de la Cultura Juan Rulfo. También en la primara década del siglo XX se construyeron los portales Libertad y Galeana, que vinieron a cerrar el paisaje de las plazas gemelas rodeadas de portales en 3 de sus costados.
Desde la época colonial la loza Sayulense era de fama regional, misma que alcanzó su cúspide a mediados del siglo XIX al ser descubierto por el rumbo de Agua Zarca un yacimiento de barro con cualidades excepcionales que fueron aprovechadas por un artesano mestizo llamado Epigmenio Vargas, quien siguiendo la técnica de la mayólica poblana, logró dar esmaltados más gruesos, su barro amarillento y su acabado menos perfecto le dieron un gran prestigio. Era un artesano celoso de que alguien pudiera fabricar cosa semejante, por lo que su técnica murió con él en 1904. La apertura comercial instaurada por el gobierno Porfirista trajo la competencia de productos extranjeros lo que hizo imposible la sobrevivencia de éste y muchos talleres artesanales e industrias de la región.
Las leyendas urbanas eran parte de la sana costumbre de los pobladores de conversar por las tardes en la plaza o en los pórticos de sus domicilios, conociéndose “La vieja de Ixcapetl”, “La pelona”, “Las torrecillas” y la más famosa “El ánima de Sayula”. En 1895 un grupo de jóvenes entusiastas aficionados a la charrería organizaron las fiestas que representan el primer antecedente del Carnaval, pero fue en 1917 cuando retomando esa fiesta, se formalizó celebrándolo a partir de entonces cada año, constituyéndose desde entonces en una fiesta tradicional que ha perdurado hasta nuestros días.
Hasta el año de 1900 Sayula fue un verdadero y gran almacén de mercancías provenientes de todos lados, existían numerosos mesones donde se le daba asilo a las diligencias comerciales de los arrieros, alojaban a las bestias en sus corrales y cobraban hospedaje y alimentación de las mismas, todo esto se terminó a la llegada del ferrocarril que arribó a Sayula por primera vez el 10 de julio de 1901.
La Feria de Ramos a principios del siglo XX era muy importante no solo a nivel regional, sino en todo occidente, sus orígenes se pierden en el tiempo, la Semana Santa y la llegada de grandes dignatarios eclesiásticos contribuyeron a engrandecerla, sin embargo, la iglesia nunca fue partidaria de esos festejos por considerarlos irrespetuosos con la Semana Mayor, su sede al igual que el tianguis sabatino era la Plaza del Comercio.
En 1908, estuvo en Sayula el presidente Porfirio Díaz para inaugurar el tramo ferroviario Tuxpan – Manzanillo.
Los festejos del centenario de la independencia incluyeron el arreglo de la Presidencia Municipal que estrenó a las 11 de la noche del 15 de septiembre su reloj público que hasta el día de hoy da servicio, se mandó hacer la escultura del cura Hidalgo en la Plaza de Armas que se inauguró el día 16 al igual que el servicio de tranvías de tracción animal, que acarreaban mercancías y pasaje de la estación del tren al centro de la población. Años después extendió su servicio al panteón municipal como carroza fúnebre, tocando azarosamente el primer servicio al gerente de la Compañía de Tranvías de Sayula, don Jesús Pérez Romero al día siguiente de la inauguración.

### Época revolucionaria
En las elecciones de 1910 en las que nuevamente resultó elegido Don Porfirio Díaz, trajo consigo levantamientos de armas por todo el territorio nacional, Sayula no fue la excepción. Se formó la Junta Revolucionaria por varias personas de Sayula y Usmajac y estando planeado el inicio el mismo 20 de noviembre a las 11 de la mañana, uno de los integrantes de dicha Junta denunció el complot y se abortó el estallido, los cabecillas huyeron por diferentes rumbos, pero el malestar no cesó y por diversos rumbos la gente se unía a la lucha anti reeleccionista simpatizando con la causa Maderista.
A la muerte de Madero y Pino Suárez, salta al poder Victoriano Huerta y Venustiano Carranza se apresta a combatirlo. Por estos rumbos se levanta en armas en Tonaya el hacendado Sayulense Jacinto Cortina con un manifiesto contra Huerta en el que hablaba de la gente del campo: “las fuerzas que con ellos se formen, no se convertirán después en un difícil problema para la pacificación, pues estos elementos volverán gustosos y satisfechos por el deber cumplido a reanudar su interrumpida labor”. Combatió por estos rumbos y luego recibió órdenes de incorporarse al ejército de Obregón participando en la toma de Guadalajara, en el ataque a Manzanillo y en la ocupación de la capital de la República.
El General Francisco Villa llegó a Sayula el 18 de febrero de 1915 como a las 9 de la mañana con alrededor de 600 de sus dorados, desayunó en el Hotel Rosales frente a la plaza de armas donde recibía los partes de la batalla que había iniciado en la cuesta de Sayula desde el día 15, seguido de 6 o 7 de sus miembros del Estado Mayor, subió a la torre de la parroquia desde donde mirando con sus catalejos dominaba parte del campo de batalla. Dio sus órdenes, bajó rápidamente, saliendo luego al trote de sus caballos, seguido de su gente por la Cruz de Copala, lomas de las Toposas, Sombrerete y Cerro Grande, siempre oculto de los combatientes por la topografía del terreno, hasta llegar a la estación del ferrocarril Manzano, ya en el Valle de Zapotlán sorprendiendo al enemigo General Diéguez por la retaguardia, quien considerando el cansancio y merma de sus tropas después de varios días de sangrienta batalla, decidió la retirada con rumbo a Ciudad Guzmán.
Se dice que en esa batalla intervinieron siete mil carrancistas y nueve mil villistas, y que el número de muertos fue muy grande por lo que los campesinos de la región fueron dados de alta en el ejército para que cavaran pozos y sepultaran los cadáveres. Algunos historiadores señalan que el alto costo de esta victoria villista fue una de las causas del debilitamiento de la División del Norte para la posterior victoria de Obregón sobre ellos, señalan que a su regreso a Guadalajara y luego de ser felicitado por su victoria, Villa comento: “Muchachito, con otro triunfo como el de la Cuesta de Sayula, se acaba la División del Norte”.
Pedro Zamora, con etiqueta de jefe villista, actuaba descentralizado por la zona costa y sur de Jalisco, dando rienda suelta al vandalismo y a toda clase de desmanes por lo que se había constituido en el terror de pueblos y rancherías. Fueron muchas las familias a las que por falta de garantías obligó a dejar poblados como Atemajac de Brizuela, Tapalpa, San Gabriel y Tonaya entre otras, buscando refugio en Sayula, entre ellas la familia de don Juan Nepomuceno Pérez Rulfo, padre del inmortal novelista Juan Rulfo quien nació aquí el 16 de mayo de 1917.
En 1920 se fundó por el barrio de San Miguel la escuela nocturna para trabajadores “Fray Pedro Espinoza”, cuyo primer objetivo era combatir el analfabetismo reinante, funcionaban además 2 escuelas, una de niños y otra de niñas, además de un colegio religioso llamado del Sagrado corazón.
En noviembre de 1911 los ingenieros Prisciliano y Salvador P. Orozco lograron perforar con éxito el primer pozo de agua en Jalisco en terrenos de El Vergel, propiedad del Sr. Miguel Anguiano Camberos, dando así a las tierras el verdor y la utilidad agrícola que la mayor parte del año no tenían. En ese mismo año, obedeciendo un dictamen de un ingeniero venido de Guadalajara, fue derribada la torre de la parroquia permaneciendo trunca hasta 1958. La guerra cristera transcurrió en Sayula de manera pacífica. El jefe del 38 Regimiento de Caballería, General Manuel Ávila Camacho, de espíritu conciliador, prudente y respetuoso de la dignidad humana, procuraba intervenir lo menos posible en la persecución de católicos, sabiéndose que llevaba discretamente amistad con el cura Gutiérrez e incluso se afirma que lo llegó a esconder en su propio domicilio. Los periodos presidenciales de Lázaro Cárdenas y Manuel Ávila Camacho, fueron para Sayula de provecho, el primero por las amistades cosechadas por su hermano José Raymundo, quien fungió como encargado de la Oficina Federal de Hacienda en esta población y el parentesco político que su hermano Alberto adquirió también aquí. Gracias a esas influencias dicha oficina de hacienda y la sede del Regimiento que en 1932 habían sido llevadas a Ciudad Guzmán, regresaron a Sayula en 1935. 

### SigloXXI
A partir del año 1998, Sayula comenzó a recobrar su importancia a nivel regional y estatal que había perdido, creció la economía, las inversiones en el municipio al igual que el número de habitantes. Se consolidó como un municipio vanguardista y desarrolló su potencial turístico. En esta época se establecieron empresas agrícolas, dedicadas principalmente al cultivo de jitomate, abrieron fábricas textiles y empacadoras de vegetales y carnes frías. 
En 1998, el presidente municipal Samuel Rivas Peña anuncia la obra de la nueva carretera a Usmajac, situada sobre el afamado “camino viejo”, esta carretera de 4 kilómetros y un andador peatonal lograron conectar a la cabecera municipal con la delegación. 
En 2006 se establecieron en la localidad una gran cantidad de empresas productoras de berries (frambuesa, arándano y zarzamora), las productoras de aguacate, maíz, brócoli y chile morrón se consolidad fuertemente. El 28 de septiembre de este mismo año se estableció el primer supermercado de la cadena Walmart en la región en su formato Mi Bodega Aurrerá. 
A partir del 2011, como parte de su crecimiento económico en la ciudad, se establece la tienda de autoservicio Soriana en su formato Soriana Express, siendo la cuarta tienda de autoservicio de la cadena en establecerse en la Región Sur de Jalisco, solo por detrás de Soriana Mercado Plaza Zapotlán (Anteriormente Gigante), Soriana Mercado Ciudad Guzmán y Soriana Express Zapotiltic.
El 15 de septiembre del 2013 Se desborda arroyo a causa de las lluvias provocadas por la tormenta tropical "Manuel" y se declara el municipio como zona de desastre.[cita requerida]
En conjunto con los municipios de Sayula, San Gabriel y Tuxcacuesco se logra impulsan al sur de Jalisco como destino turístico cultural con “El realismo mágico de Juan”. Todo esto dentro del marco de 100 aniversario del nacimiento de Juan Nepomuceno Carlos Pérez Rulfo Vizcaíno más conocido como Juan Rulfo, un 16 de mayo de 1917.[cita requerida]
El día 28 de febrero del 2017, cajeteros artesanos ponen el nombre de Sayula en alto, logrando batir el récord de la Cajeta artesanal más grande del mundo, con peso total de 1,616 kilogramos.[cita requerida]
El jueves, 30 de marzo de 2017 fallece a la edad de 89 años, Federico Munguía Cárdenas, célebre historiador, escritor, periodista y cronista del Municipio.
El 1 de julio de 2018, gana las elecciones como candidato independiente el abogado  Óscar Daniel Carrión Calvario a la edad de 25 años y esto los posiciona como el alcalde independiente más joven de México además de ser el primer independiente en gobernar un municipio del estado de Jalisco en la historia, junto con el alcalde de Villa Corona.
El 24 de abril de 2019, como parte del crecimiento económico y comercial de Sayula, se establece y se abre al público el primer complejo de salas de cines de la Región de la cadena Cinépolis, siendo este el primer establecimiento de entretenimiento familiar para la ciudad de Sayula, así como para las Regiones Sur y Lagunas de Jalisco.[cita requerida]
El 24 de octubre inicia la obra de la construcción del Cuartel Regional de la Guardia Nacional, mismo que ya se encuentra en operación y está situado en las inmediaciones de Tamaliagua, municipio de Sayula. 
El 24 de diciembre de 2020, el presidente municipal de Sayula, Daniel Carrión anuncia el inicio de la construcción del Nuevo Hospital de Sayula, se le denomina la obra de siglo por la trascendencia y la importancia del mismo. 
Su extensión territorial es de 294.76 km².[cita requerida]

## Datos físicos

### Geología
El municipio está constituido por suelo lacustre al norte y sur de la cabecera, y al oriente por toba, basalto y rocas sedimentarias.[cita requerida]

### Topografía
Alrededor de la cabecera municipal y al noroeste del municipio se localiza la mayor parte de tierras planas; en el sur se encuentran los cerros de Ixcapil y el Capulín, el Papantón, el Tacista y el de los Guajes con alturas de 2000 metros; al poniente cerca de la cabecera se encuentran el cerro del Gato y Prieto con 1800 metros; y colindando con el municipio de Tapalpa se encuentran estribaciones de la sierra de Tapalpa.

### Clima
El clima del municipio es semiseco con otoño, invierno y primavera secos, y semicálido sin estación invernal definida.[cita requerida] La temperatura media anual es de 20,9 °C, y tiene una precipitación media anual de 810.9 milímetros con régimen de lluvias en los meses de junio a octubre.[cita requerida] Los vientos dominantes son en dirección este y sureste.[cita requerida] El promedio de días con heladas al año es de 6,9.[cita requerida]
El día 22 de abril del 2014 se registró una fuerte granizada en la localidad de Sayula, dónde se especuló una granizada rara ya que se desató en plena primavera.

### Hidrografía
El municipio está considerado dentro de la cuenca del Pacífico centro, subcuenca Laguna de Sayula (cuenca cerrada). Cuenta con los arroyos permanentes de El Cedazo y Tetilahuete; con los arroyos temporales de: Agua Zarca, El Salto, Jarillera, Tecamite.

### Suelos
Los suelos dominantes corresponden al tipo Feozem háplico y Solonchak ortíco y como suelo asociado se encuentra el Vertisol pélico.[cita requerida]

### Vegetación
En la flora se localizan especies como: encino, pino, oyamel, huizache, granjeno, nopal, jarilla, mezquite, guamúchil, guaje, tasiste, rosa morada, izote, tabachín, amole, sauce, camichín, higueras, pitayo, fresno, nogal, chile morron y elote.[cita requerida]

### Fauna
En la fauna se dan especies tales como: venado, tejón, tlacuache, ardilla y conejo.[cita requerida]

### Recursos naturales
La riqueza natural con que cuenta el municipio está representada por 2,300 hectáreas de bosque donde predominan especies de encino, pino, oyamel, huizache, granjeno, sauce, fresno y nogal, principalmente.[cita requerida] Sus recursos minerales son yacimientos de plomo, cantera, cal y barro.[cita requerida]

### Uso del suelo
La mayor parte del suelo tiene un uso agrícola de riego y temporal, y la región poniente está cubierta de bosques.[cita requerida]

## Demografía

### Localidades
En el censo de 2020 el municipio de Sayula contaba con 28 localidades.
| Código INEGI    | Localidad                             | Población (2020) |
| --------------- | ------------------------------------- | ---------------- |
| 140820001       | Sayula                                | 28 145           |
| 140820026       | Usmajac                               | 8 317            |
| 140820031       | El Reparo                             | 477              |
| 140820025       | Tamaliagua                            | 67               |
| 140820114       | Los Coyotes                           | 23               |
| 140820004       | Amatitlán                             | 21               |
| 140820041       | La Quinta                             | 17               |
| 140820117       | El Quemado                            | 16               |
| 140820151       | El Tacamo                             | 16               |
| 140820116       | El Derramadero                        | 12               |
| 140820065       | Los Camichines                        | 11               |
| 140820159       | Predio Loma Bonita                    | 11               |
| 140820010       | Los Tres Garcias                      | 8                |
| 140820080       | Rancho el Molino                      | 6                |
| 140820086       | Rancho de Maximiliano González Michel | 6                |
| 140820003       | Rancho Alegre                         | 4                |
| 140820073       | El Verde                              | 4                |
| 140820136       | Rancho de Domingo Pérez Peregrina     | 4                |
| 140820020       | El Pirul                              | 3                |
| 140820055       | Los Olivos                            | 3                |
| 140820102       | Estanque C                            | 3                |
| 140820134       | Rancho Corona                         | 3                |
| 140820046       | La Chirimoya                          | 2                |
| 140820049       | La Treinta y Seis                     | 2                |
| 140820078       | Rancho de Miguel Anguiano             | 2                |
| 140820062       | Los Pozos                             | 1                |
| 140820067       | Rancho el Mirador                     | 1                |
| 140820146       | Rancho Soto                           | 1                |
| Total municipal | Total municipal                       | 37 186           |

## Región Lagunas
Es la denominación dada a la zona de influencia de Sayula, de nombre Región Lagunas, en alusión a los municipios que se ubican en la demarcación de las lagunas de Sayula, San Marcos y Villa Corona, los siguientes municipios son los que la conforman:
- Sayula
- Amacueca
- Zacoalco de Torres
- Tapalpa
- Atoyac
- Techaluta de Montenegro
- Atemajac de Brizuela
- Teocuitatlán de Corona
- Cocula
- San Martín Hidalgo
- Villa Corona

## Festividades
El Carnaval de Sayula
Es la principal festividad del municipio, esta fiesta consiste en palenques, eventos artísticos, deportivos y culturales, corridas de toros, y sus inigualables comparsas evento único en el estado de Jalisco y ampliamente recomendado,es un desfile lleno de magia y colorido que recorre las principales avenidas de la población, participan carros alegóricos y bailarines en la parte superior del carro y un contingente alusivo a la misma temática de la comparsa, se acompaña cada comparsa con música contemporánea, carnavalesca, batucada y banda en vivo. El desfile de comparsas se realiza un viernes anterior al miércoles de ceniza.
La fiesta culmina el martes de carnaval con una corrida formal de toros y un concierto con artistas o grupos del momento.
Feria de Ramos
Fiesta de origen netamente popular asociada a los antiguos "tamemes" o cargadores, aquellos que periódicamente hacían su arribo a esta población trayendo consigo infinidad de productos que no se producían en la región. La situación económica que vivía el ayuntamiento en los años posteriores a la lucha independentista estaba a punto de colapsarse, por lo que las autoridades municipales solicitaron al Congreso del Estado el 4 de marzo de 1828, la autorización para efectuar una feria que al igual que la de Zapotlán durara nueve días, ya que consideraban que mediante esta actividad podrían reactivar la economía del municipio. Para llevarla a efecto sugerían el sábado de la Pasión para dar principio y el Domingo de Ramos para su conclusión por ser los días más concurridos y en que se observaba el mayor comercio.
La petición fue negada por el Congreso. Para 1867 el cabildo vuelve a replantear la petición y el Congreso volvió a decir que no concedía la autorización, por lo que se considera que La Feria de Ramos fue autorizada en los años posteriores a 1867. 
Según las narraciones, a principios del siglo pasado en la Feria de Ramos los comerciantes se instalaban en la Plaza del Comercio donde se vendían diferentes productos como: Loza de barro y de porcelana, instrumentos de labranza, artículos de madera, guitarras, monturas, sillas, equípales, sombreros, rebozos, entre otros.
A un costado de los portales se instalaban las terrazas, las que se acondicionaban con una tarima donde se colocaba el mariachi y una pista para zapatear o "valsar". También se instalaba un volantín y una rueda de la fortuna para diversión de chicos y grandes. A la par de las vendimias se celebraban corridas de toros y peleas de gallos, se hacían recibimientos durante toda la semana de la celebración, ofrecidos por personas prominentes u organizaciones sociales del pueblo. 
Actualmente la Feria del Ramos se limita a la venta de los productos artesanales, exposiciones, peleas de gallos y los tradicionales jaripeos.
Cabe señalar que anteriormente los recibimientos los otorgaban los comerciantes y asociaciones locales tradición que actualmente se realiza con la participación de algunos municipios de la región.
Han desaparecido los juegos mecánicos, ya no se escucha por las calles el sonido característico de la chirimía ni los alegres sones del mariachi.
Fiesta de los Naturales
Data del siglo XVI o XVII, se trata de un juramento que hicieron los indios naturales de la localidad de Sayula al Santísimo Sacramento por haberlos librado de pestes y calamidades ocurridas en ese tiempo. Ellos juraron hacer una fiesta en Honor al Santísimo cada año, pasando la responsabilidad de una familia a otra.
La fiesta tiene relación con el Corpus y se celebra el martes siguiente al jueves de Corpus.
Tiene que ver con el año Litúrgico; por lo tanto no tiene una fecha fija. El referente es el Domingo de Pascua (conocido también como Domingo del Buen Pastor), el anuncio de la fiesta es al cuarto domingo después de este día, consiste en hacer tamales.
Al principio acudían solamente las personas que se reconocían a sí mismas como Cofrados (descendiente de los naturales), actualmente van quienes se sienten atraídos a la tradición; dan una aportación económica a cambio de los tamales, esto representa una participación en la fiesta pues cuando van por los tamales se dice: “vengo a apuntarme” y se les entrega un boleto el cual les da derecho al desayuno y la comida del día martes o día de la Función. Esto se realiza en la casa de los Mayordomos Salientes.
Hay una serie de ritos que se realizan como parte de esta celebración, el primero de ellos es “El Rito del Chiquigüite”, se trata de llevar a la casa de los nuevos Mayordomos un chiquigüite con los últimos tamales que se cocieron, va acompañada de un paspaque, que es un canto de versos alusivos a la misma fiesta.
En la actualidad la tradición ha cambiado siendo los Mayordomos que reciben quienes visitan a los que entregan, acompañados de cuetes y personas que van cantando los versos. Se realiza el mismo domingo al anochecer.
El segundo rito se lleva a cabo un domingo antes del martes de la fiesta, este rito consiste en organizarse en un grupo para ir a cortar hojas de laurel, antiguamente sólo los hombres participaban en el corte, ahora las mujeres también acompañan en esta actividad. Únicamente se cortan hojas de laurel de árboles que crecen en barrancas y que están cerca de ojos de agua. Se dice que sólo se pueden cortar 15 cargas, cantidad suficiente para tapizar el templo desde la entrada hasta el altar. Una característica muy marcada es que las hojas de laurel son frescas y anchas, nunca secas.
Al día siguiente, el lunes, se lleva la cera que se va a utilizar el martes en la Función. Se llevan doce velas grandes de cera, la vela tiene que ir adornada con materiales de colores muy fuertes, chillantes. Se parte de la casa de los Mayordomos que entregan en procesión hasta el Templo Parroquial donde al llegar tiene que haber un repique de campana muy prolongado y la quema simultánea de muchos cuetes. Tiene que hacerse al anochecer.
El martes es cuando se ofrece por la mañana desde temprano un desayuno en la casa de los Mayordomos salientes con atole de masa de sabores (últimamente el de tamarindo es el tradicional, anteriormente se hacía de cascarillas) y pan de panadería o semitas. 
En el Templo Parroquial a las 12:00 del día inicia la Función, que es cuando se transmite la responsabilidad a los Mayordomos entrantes, confirmando la aceptación bebiendo ponche de un cántaro de barro. Esta misa está llena de ritos, donde uno de los más importantes, además del cambio de mayordomos, es la Renovación del Juramento que una vez hicieron nuestros ancestros al Santísimo Sacramento. El ponche del cántaro sólo lo deben beber los mayordomos salientes y entrantes, los Priostes y los Sacerdotes.
Al finalizar la Función los participantes se dirigen en convite hacia la casa de los Mayordomos salientes, éstos reciben a las personas con una lluvia de colación y confeti, rememorando el día en que se hizo por primera vez el Juramento pues cayó una granizada fuerte. 
Los mayordomos que entregan ofrecen una comida tradicional con una sopa de arroz dorado, adobo, pipián de pollo y cerdo y como bebida agua fresca y ponche de granada, acompañadas con tortillas de colores diversos teñidas con ingredientes naturales como azafrán, cochinilla y otros.
Las Lámparas
Añeja costumbre que se realiza principalmente por el barrio de “La Candelaria” y consiste en colocar un altar a la Virgen del mismo nombre, colocando cerca del mismo una armazón de carrizo llamada "lámpara", a la cual se le amarran diversos productos tales como botellas de ponche o de vino, pan, frutas, dulces, jabones y algunos otros objetos de uso doméstico. 
Esta lámpara se cuelga a partir del 25 de enero y es cortada el 2 de febrero fecha en que termina el novenario a la mencionada Virgen. Para bajarla o cortarla el dueño de la casa invita previamente a una persona para que lo haga, acto que realiza ceremoniosamente. Una vez que se encuentra en el piso obsequia entre los asistentes todo lo que de ella pende, o si lo desea, se lleva todo lo que contiene a su casa. Quien corta la lámpara está obligado a colgar otra para el año venidero.
12 de Diciembre
Existen importantes festividades religiosas que se llevan a cabo en el transcurso del año, destacando la del 12 de diciembre que desde el año de 1615 se celebran en honor a la Virgen de Guadalupe, que originalmente se festejaban en el mes de abril.
Actualmente se inicia el novenario el día 3 de diciembre, durante el cual se llevan a cabo las mañanitas, iniciando a las 5:30 a. m. para continuar con la misa de aurora y a las 19:00 se realiza la misa Solemne con predicación.
Un domingo antes del 12 de diciembre se realiza una peregrinación con los diferentes gremios de trabajadores del municipio, que asisten a dar gracias a la Virgen llevando consigo diferentes ofrendas, que van desde canastas con frutas, velas, veladoras, cirios, flores, despensas entre otros. Así mismo algunos asistentes llevan vestimentas de manta y franela. La procesión da inicio en el Templo de San Sebastián, y culmina en el Santuario dejando ahí las ofrendas llevadas a la Virgen con motivo de gratitud y alabanza. Antecede a cada gremio un carro alegórico el cual es arreglado de acuerdo al oficio de los gremios y es una forma de rendir honor a la Virgen 
Participan aproximadamente danzas autóctonas entre las que sobresalen la de los Sonajeros y la Danza de la Conquista, cuyos ejecutantes portan atuendos muy bellos además de sonajas y bailan al son de una flauta y un tambor. 
A todas las anteriores festividades acuden una gran cantidad de personas no solamente del municipio o la región sino también de otros estados, inclusive muchos migrantes acostumbran venir en estas fechas para ser parte de las celebraciones o a disfrutar de las mismas, lo cual propicia una derrama económica importante para el Municipio.
Mal humor
Este consiste en quemar el mal humor un día antes del carnaval con el cual nos desquitamos lanzando globos y quemando un cajón; todo esto, en la explanada del tianguis la cual controla el gobierno al igual que el Centro de Bachillerato Tecnológico Agropecuario (CBTA) o la preparatoria.

## Vías de comunicación y telefonía
Sayula es un municipio bien comunicado ya que cuenta con enlaces carreteros como la autopista de cuatro carriles Guadalajara-Colima y la carretera libre Guadalajara-Manzanillo. También inicia la carretera Sayula-San Gabriel que entronca con la Ciudad Guzmán-El Grullo, y a 12 km de la ciudad principia la Carretera a Tapalpa. Además corre por esta ciudad el Ferrocarril Guadalajara-Manzanillo, también existe la carretera local Sayula-Usmajac. Sayula cuenta con servicio telefónico local y larga distancia nacional e internacional, además de cobertura para teléfonos celulares Iusacell, Unefon, Telcel y Nextel. Sayula cuenta con dos oficinas de Correos y una de Telégrafos Nacionales, así como servicios de diferentes paqueterías.

## Turismo
Esta es una ciudad distinguida por tener avenidas y calles paralelas, un centro histórico de estilo colonial y diez portales de distintos estilos arquitectónicos; además de contar con una amplia gastronomía y cultura. En el centro histórico se puede apreciar la Basílica de la Inmaculada con su exconvento, el Templo de San José, el Portal Rayón de 1647 casa del comendador, el Portal Guerrero 1752 cuya casa fue hospital 1740 casa del revolucionario jacinto cortina, el Portal Allende 1640 de estilo francés e italiano aquí pernocto el General Pancho Villa con todos sus Dorados del Norte en 1915, el Portal libertad 1900 con arquería de 3 puntos, casa del músico Francisco Cárdenas, compositor del vals Viva mi desgracia, el Portal Galeana 1900, de estilo morisco y clásico, sede de las antiguas casas consistoriales, actualmente museo y casa de la cultura Juan Rulfo, el Portal Colon construido por Alonso de Ávalos en 1578 que luego fue el hospital de indios de la Purísima Concepción y el Maravilloso Parian conformado por los Portales Hidalgo, Mina, Allende y el Portal Morelos construido en 1873.
Se pueden visitar sus 3 museos, el de metal (contemporáneo y antiguo), el museo regional de antropología y en el Santuario de Guadalupe un museo de arte sacro. Por las tardes o las mañanas se puede disfrutar de una caminata e ir a alguno de sus 2 andadores ecológicos ubicados por distintos lugares de Sayula y en el andador de la Avenida Juárez se puede disfrutar de una vista panorámica.
De paseo se puede visitar la laguna de Sayula y llegar a un famoso restaurante único en la región sur o en el estanque de Usmajac un día de campo en compañía de toda la familia.
También se puede acudir a sus distintas unidades deportivas como (La Gustavo Díaz Ordáz, Heriberto Anguiano de la Fuente y Marcelino García Barragán).
Laguna de Sayula
El municipio cuenta con atractivos naturales como la “Laguna de Sayula”, centro de resguardo Ramsar que tiene una superficie de 16,800 hectáreas, 31.8 km de longitud, 5.3 km de ancho y una altura de 1,350 metros sobre el nivel del mar. Es un lugar que cada año se convierte en refugio de aves migratorias de diferentes especies, las cuales arriban principalmente en los meses de septiembre a febrero. 
Otros atractivos naturales lo constituye una zona de montaña en la que se encuentran el cerro de Las Torrecillas, las cascadas, el nacimiento de agua El Cedazo, la cascada del Salto, El Cerrito de Santa Inés, vestigios paleontológicos, tumbas de Tiro, el Tanque de la Exhacienda de Amatitlán y el Mirador Cerrito de Usmajac.
La Ruta Rulfiana
La Ruta Turística Rulfiana se enclava en la región sur del estado de Jalisco, toma su nombre del Famoso escritor Jalisciense Juan Rulfo que nació y vivió en esta región en la que escribió algunas de sus más célebres obras como “El Llano en llamas” y “Pedro Páramo”, y de donde se toma inspiración para poder disfrutar de un recorrido turístico-cultural en este territorio donde los tiempos y las identidades se diluyen, la imaginación es la máxima expresión de los visitantes y la mejor herramienta para el disfrute de los paisajes naturales, la diversidad de flora y fauna, la gastronomía típica, la observación y elaboración de artesanías y productos de la región.
En la Ruta Rulfiana podrás realizar deportes extremos, parapente, ciclismo de montaña, tirolesa, paseos a caballo, cuatrimotos, pesca, disfrutar del contacto con naturaleza, la paz y relajación de los Spa y muchas actividades para convivir con la familia.
Información general: Se conforma por 10 municipios que se enlistan por su ubicación geográfica como sigue Zacoalco de Torres, Amacueca, Techaluta de Montenegro, Atemajac de Brizuela, Tapalpa, Sayula, San Gabriel, Tonaya, Toliman y Tuxcacuesco que trabajan para la promoción de la actividad turística.

## Economía
Existen una gran diversidad de tiendas locales especializadas en todas las áreas, el mercado municipal y el gran Tianguis Sabatino, (que próximamente estará instalado en el Centro Regional de Comercio) al oriente de la ciudad forman parte de las oportunidades comerciales que tienen los sayulenses y los visitantes foráneos. 
Sayula, al ser sede de la Región Lagunas ejerce influencia económica directa sobre los municipios de: Amacueca, Techaluta de Montenegro, Atoyac, Teocuitatlan de Corona, Tapalpa, San Gabriel, Tolimán, Zacoalco de Torres y Atemajac de Brizuela, el municipio tiene influencia en más de 120,000 habitantes.
Sayula cuenta con un gran potencial agroindustrial a nivel nacional e internacional ya que en este municipio se ubican una diversidad de empresas locales nacionales y transnacionales que producen maíz híbrido, jitomate, pimiento, cebolla, aguacate, brócoli, zarzamora, frambuesa, arándano, alfalfa, frijol, fresa, pepino, sorgo, avena, agave, (incluidas dos plantas industriales de tequila y derivados), etc., las cuales cuentan con infraestructura y logística para exportar a todo el mundo sus productos.
En Sayula se generan miles de empleos en todas las áreas económicas que existen, oficinas de gobierno, actividades comerciales de servicios y la industria. Existen fábricas especializadas en derivados de metal:, casangas, picos, herraduras, etc. Dos plantas industriales de tequila y derivados, las cuales cuentan con infraestructura y logística para exportar a todo el mundo sus productos, hay una enorme industria de producción de ladrillo rojo, talleres industriales y papelerías, fábricas especializadas en producción de cajeta, fábricas de textiles e importantes productoras madereras.

## Gobierno

### Presidentes municipales
| Presidente municipal          | Período               | Partido político | Notas |
| Vicente Morett y Figueroa     | 1823                  |                  | |
| Francisco Monroy              | 1823–1825             |                  | |
| Pedro León de la Cueva        | 1825                  |                  | |
| Manuel Pardo de Malhabear     | 1826                  |                  | |
| Francisco Morett              | 1827                  |                  | |
| Joaquín de Padilla            | 1829                  |                  | |
| Lorenzo Valle                 | Sin fecha             |                  | |
| Miguel Morett                 | 1841                  |                  | |
| Francisco de la Fuente        | 1843                  |                  | |
| Luiz de la Plaza              | 1853                  |                  | |
| Claudio Gutiérrez             | 1853                  |                  | |
| Agustín Carrión               | 1855                  |                  | |
| Antonio Bobadilla             | 1856                  |                  | |
| José María Tolsá              | 1857                  |                  | |
| Domingo Reyes                 | 1858                  |                  | |
| Santiago Aguilar              | 1858                  |                  | |
| J. Jesús Vázquez Lomelín      | 1859                  |                  | |
| Silvano Camberos              | 1859                  |                  | |
| Agustín Carrión               | 1861                  |                  | |
| Sinforoso Banda               | 1861                  |                  | |
| Tomás Chávez                  | 1862                  |                  | |
| Silvano Camberos              | 1863                  |                  | |
| Antonio L. Bobadilla          | 1866                  |                  | |
| Antonio R. de la Vega         | 1867–1868             |                  | |
| Eufrasio Carrión              | 1868–1870             |                  | |
| Antonio E. Naredo             | 1870                  |                  | |
| Francisco de la Madrid        | 1870                  |                  | |
| Pascual Dueñas                | 1870                  |                  | |
| Eufrasio Carrión              | 1873–1875             |                  | |
| Nicanor Rodríguez             | 1875                  |                  | |
| Antonio E. Romero             | 1875                  |                  | |
| J. A. Carranza                | 1876                  |                  | |
| José Urrea                    | 1876                  |                  | |
| D. I. G. Ruvalcaba            | 1877                  |                  | |
| J. Jesús L. Patiño            | 1877–1882             |                  | |
| José J. Vázquez               | 1882                  |                  | |
| Miguel Vizcaíno               | 1882–1884             |                  | |
| Laureano González Escobar     | 1884                  |                  | |
| Benigno Larios                | 1885                  |                  | |
| Félix Vélez Galván            | 1885                  |                  | |
| Miguel Jaque                  | 1885                  |                  | |
| José Bobadilla                | 1885                  |                  | |
| Tomás Zúñiga                  | 1885                  |                  | |
| Juan J. Navarro               | 1885–1887             |                  | |
| J. Jesús L. Patiño            | 1887–1890             |                  | |
| Juan J. Navarro               | 1890                  |                  | |
| Paulino Preciado              | 1893                  |                  | |
| Vidal Gómez                   | 1893                  |                  | |
| Ignacio G. Ruvalcaba          | 1893–1894             |                  | |
| Vidal Gómez                   | 1894                  |                  | |
| Vicente Palacios              | 1894                  |                  | |
| Vidal Gómez                   | 1895–1901             |                  | |
| Adolfo E. Romero              | 1901–1903             |                  | |
| Hilario González              | 1903                  |                  | |
| Adolfo E. Romero              | 1903–1906             |                  | |
| Ismael Padilla                | 1906–1907             |                  | |
| Hilario González              | 1907–1909             |                  | |
| Margarito González Rubio      | 1909–1911             |                  | |
| Carlos Ceballos               | 1911                  |                  | |
| Adolfo E. Romero              | 1911                  |                  | |
| Eutimio Chávez                | 1911                  |                  | |
| José María Contreras          | 1911                  |                  | |
| Antonio L. Larios             | 1911–1912             |                  | |
| Adolfo E. Romero              | 1912–1913             |                  | |
| Carlos González Guerra        | 1913                  |                  | |
| Adolfo E. Romero              | 1913–1914             |                  | |
| Daniel Aguilar                | 1914–1916             |                  | |
| Antonio N. Larios             | 1917                  |                  | |
| Francisco Valdez              | 1917                  |                  | |
| Arturo Gálvez                 | 1918                  |                  | |
| Urbano Gómez                  | 1919                  |                  | |
| Lauro González Guerra J.      | 1920                  |                  | |
| Francisco González            | 1920                  |                  | |
| José María Anaya              | 1920                  |                  | |
| J. Jesús Chávez               | 1921                  |                  | |
| Arturo Gálvez                 | 1922                  |                  | |
| Urbano Gómez                  | 1923                  |                  | |
| Aurelio García                | 1924                  |                  | |
| Graciano García               | 1924–1925             |                  | |
| Conrado Romo                  | 1925                  |                  | |
| José Ayala                    | 1925                  |                  | |
| J. Mújica                     | 1925                  |                  | |
| Secundino Delgadillo          | 1925                  |                  | |
| Miguel Estrada                | 1926                  |                  | |
| Eduardo Valdominos            | 1927                  |                  | |
| Raymundo Ochoa                | 1927                  |                  | |
| Heliodoro Ruvalcaba           | 1928                  |                  | |
| Melesio Contreras             | 1928                  |                  | |
| Felipe G. Alfaro              | 1928                  |                  | |
| Ignacio Corona                | 1928–1929             |                  | |
| Olivio Fernández              | 1930                  | PNR              | |
| Vidal Villalvazo              | 1930                  | PNR              | |
| Olivio Fernández              | 1931                  | PNR              | |
| Vidal Villalvazo              | 1931                  | PNR              | |
| Ernesto Navarro               | 1932                  | PNR              | |
| Herculano Francisco Anguiano  | 1933                  | PNR              | |
| J. Jesús Cisneros Gómez       | 1933                  | PNR              | |
| J. Jesús Rodríguez            | 1934                  | PNR              | |
| Lorenzo Ponce                 | 1935                  | PNR              | |
| Candelario Ochoa              | 1935                  | PNR              | |
| Genaro M. Ocaranza            | 1935                  | PNR              | |
| Salvador Díaz Negrete         | 1937                  | PNR              | |
| Feliciano Morales             | 1937                  | PNR              | |
| Ignacio Cisneros Gómez        | 1938                  | PRM              | |
| Justo Contreras Aguilar       | 01-01-1939–31-12-1940 | PRM              | |
| Miguel Chávez Álvarez         | 01-01-1941–31-12-1942 | PRM              | |
| Federico L. González          | 01-01-1943–31-12-1944 | PRM              | |
| Salvador M. Aréchiga          | 01-01-1945–31-12-1946 | PRM PRI          | |
| Salvador Díaz y Díaz          | 1947                  | PRI              | |
| Rubén E. Chávez Rojas         | 1947–1948             | PRI              | |
| Fernando Valencia Gutiérrez   | 1948                  | PRI              | |
| Leopoldo Anaya Díaz           | 1949–1952             | PRI              | |
| Salvador Pérez Gutiérrez      | 1952                  | PRI              | |
| Francisco S. Manzano Larios   | 1953–1955             | PRI              | |
| Daniel González Guerra        | 1956                  | PRI              | |
| Miguel Michel Victoria        | 1956–1958             | PRI              | |
| Alfredo Rodríguez Beas        | 01-01-1959–31-12-1961 | PRI              | |
| J. Jesús Tovar Hernández      | 01-01-1962–31-12-1964 | PRI              | |
| Alfonso González Díaz         | 01-01-1965–31-12-1967 | PRI              | |
| José María Barba Olivares     | 01-01-1968–31-12-1970 | PRI              | |
| Ignacio Díaz Larios           | 01-01-1971–31-12-1973 | PRI              | |
| Rubén Chávez Wideman          | 01-01-1974–31-12-1976 | PRI              | |
| Rodolfo Arias Covarrubias     | 01-01-1977–31-12-1979 | PRI              | |
| Maximiliano González Michel   | 01-01-1980–31-12-1982 | PRI              | |
| Rafael Chávez Arellano        | 01-01-1983–1985       | PRI              | |
| Nicolás Eguiarte Vázquez      | 1985                  | PRI              | Interino |
| Jorge Ventura Torres          | 01-01-1986–31-12-1988 | PRI              | |
| Marcelino Torres Carrillo     | 01-01-1989–1992       | PRI              | |
| Gerardo Villalobos Arroyo     | 1992–1995             | PRI              | |
| Miguel Mario Anguiano Aguilar | 1995–1997             | PAN              | |
| Primitivo Curiel García       | 1997                  | PAN              | Interino |
| Samuel Rivas Peña             | 01-01-1998–31-12-2000 | PRD              | |
| José María García Arteaga     | 01-01-2001–31-12-2003 | PRI              | |
| Samuel Rivas Peña             | 01-01-2004–31-12-2006 | PRD              | |
| Andrés Sánchez Sánchez        | 01-01-2007–31-12-2009 | PVEM             | |
| Samuel Rivas Peña             | 01-01-2010–30-09-2012 | PRD              | |
| Jorge González Figueroa       | 01-10-2012–30-09-2015 | PRI PVEM         | Coalición "Compromiso por Jalisco"                                                                                                  |
| Jorge Campos Aguilar          | 01-10-2015–30-09-2018 | PRD              | |
| Óscar Daniel Carrión Calvario | 01-10-2018–05-03-2021 |                  | Candidato independiente. Pidió licencia a su cargo, para buscar la reelección bajo las siglas del partido Movimiento Ciudadano (MC) |
| Óscar Daniel Carrión Calvario | 01-10-2021–30-09-2024 | MC               | Fue reelegido el 6 de junio de 2021                                                                                                 |
| Jazmín Carrión Calvario       | 01-10-2024–           | MC               | |